# Listă de premii și nominalizări primite de Sia Furler
Sia Furler este o cantautoare și producătoare muzicală australiană. A lansat șapte albume de studio: OnlySee (1997), Healing Is Difficult (2002), Colour the Small One (2014), Some People Have Real Problems (2008), We Are Born (2010), 1000 Forms of Fear (2014) și This Is Acting (2016). A lansat albumul live Lady Croissant în 2007, și albumul ei de cele mai bune hituri Best Of...
În 2002, Sia a primit un premiu Breakthrough Songwriter de la APRA Music Awards prezentat de către Australasian Perfroming Right Association. De atunci, Sia a fost nominalizată pentru două People's Choice Awards, un premiu BRIT, patru World Music Awards, și două Golden Globe Awards. A caștigat două NRJ Awards, un MTV Video Music Awards, opt APRA Music Awards. În 2013 National Academy of Recording Arts and Sciences a nominalizat „Wild Ones” (Flo Rida în colaborare cu Sia) pentru un premiu Grammy pentru cea mai bună colaborare cu un artist Rap iar în 2015, a primit patru nominalizări la Premiile Grammy pentru munca sa.

## Premii și nominalizări

### APRA Music Awards
| An   | Lucrare nominalizată                      | Premiu                        | Rezultat     | Ref.   |
| ---- | ----------------------------------------- | ----------------------------- | ------------ | ------ |
| 2002 | Sia Furler                                | Breakthrough Songwriter Award | Câștigat     | [ 1 ]  |
| 2011 | "Clap Your Hands"                         | Song of the Year              | Nominalizare | [ 2 ]  |
| 2012 | "Titanium" (David Guetta featuring Sia)   | Dance Work of the Year        | Nominalizare | [ 3 ]  |
| 2013 | Sia Furler                                | Songwriter of the Year        | Câștigat     | [ 4 ]  |
| 2013 | "Diamonds" (interpretat de Rihanna)       | Pop Work of the Year          | Nominalizare | [ 5 ]  |
| 2013 | "I Love It" (Hilltop Hoods featuring Sia) | Urban Work of the Year        | Câștigat     | [ 6 ]  |
| 2013 | "I Love It" (Hilltop Hoods featuring Sia) | Most Played Australian Work   | Nominalizare | [ 7 ]  |
| 2014 | Sia Furler                                | Songwriter of the Year        | Câștigat     | [ 8 ]  |
| 2015 | "Chandelier"                              | Song of the Year              | Câștigat     | [ 9 ]  |
| 2015 | "Chandelier"                              | Best Pop Song of the Year     | Câștigat     | [ 10 ] |
| 2015 | "Chandelier"                              | Most Played Australian Work   | Nominalizare | [ 11 ] |
| 2015 | Sia Furler                                | Songwriter of the Year        | Câștigat     | [ 12 ] |

### ARIA Music Awards
| An   | Lucrare nominalizată                      | Premiu                   | Rezultat     | Ref.   |
| ---- | ----------------------------------------- | ------------------------ | ------------ | ------ |
| 2009 | TV Is My Parent                           | Best Music DVD           | Câștigat     | [ 13 ] |
| 2010 | We Are Born                               | Album of the Year        | Nominalizare | [ 14 ] |
| 2010 | We Are Born                               | Best Female Artist       | Nominalizare | [ 14 ] |
| 2010 | We Are Born                               | Best Independent Release | Câștigat     | [ 14 ] |
| 2010 | We Are Born                               | Best Pop Album           | Câștigat     | [ 14 ] |
| 2010 | "Clap Your Hands"                         | Single of the Year       | Nominalizare | [ 14 ] |
| 2010 | "Clap Your Hands"                         | Best Video               | Câștigat     | [ 14 ] |
| 2012 | "I Love It" (Hilltop Hoods featuring Sia) | Song of the Year         | Nominalizare | [ 15 ] |
| 2014 | 1000 Forms of Fear                        | Album of the Year        | Câștigat     | [ 16 ] |
| 2014 | 1000 Forms of Fear                        | Best Female Artist Album | Câștigat     | [ 16 ] |
| 2014 | 1000 Forms of Fear                        | Best Pop Album           | Câștigat     | [ 16 ] |
| 2014 | 1000 Forms of Fear                        | Best Cover Artist Album  | Nominalizare | [ 16 ] |
| 2014 | "Chandelier"                              | Song of the Year         | Câștigat     | [ 16 ] |
| 2014 | "Chandelier"                              | Best Video               | Câștigat     | [ 16 ] |

### Brit Awards
| An   | Lucrare nominalizată | Premiu                           | Rezultat     | Ref.   |
| ---- | -------------------- | -------------------------------- | ------------ | ------ |
| 2015 | Sia Furler           | Best International Female Artist | Nominalizare | [ 17 ] |

### Premiile Globul de Aur
| An   | Lucrare nominalizată                                                             | Premiu             | Rezultat     | Ref.   |
| ---- | -------------------------------------------------------------------------------- | ------------------ | ------------ | ------ |
| 2010 | "Bound to You" (muzica – Samuel Dixon; versuri – Christina Aguilera, Sia Furler) | Best Original Song | Nominalizare | [ 18 ] |
| 2015 | "Opportunity"                                                                    | Best Original Song | Nominalizare | [ 19 ] |

### Premiile Grammy
| An   | Lucrare nominalizată                 | Premiu                      | Rezultat     | Ref.   |
| ---- | ------------------------------------ | --------------------------- | ------------ | ------ |
| 2013 | "Wild Ones" (Flo Rida featuring Sia) | Best Rap/Sung Collaboration | Nominalizare | [ 20 ] |
| 2015 | "Chandelier"                         | Record of the Year          | Nominalizare | [ 21 ] |
| 2015 | "Chandelier"                         | Song of the Year            | Nominalizare | [ 21 ] |
| 2015 | "Chandelier"                         | Best Pop Solo Performance   | Nominalizare | [ 21 ] |
| 2015 | "Chandelier"                         | Best Music Video            | Nominalizare | [ 21 ] |

### People's Choice Awards
| An   | Lucrare nominalizată | Premiu                 | Rezultat     | Ref.   |
| ---- | -------------------- | ---------------------- | ------------ | ------ |
| 2014 | Sia Furler           | Favorite Pop Artist    | Nominalizare | [ 22 ] |
| 2014 | Sia Furler           | Favorite Female Artist | Nominalizare | [ 22 ] |

### MTV Europe Music Awards
| An   | Lucrare nominalizată | Premiu              | Rezultat     | Ref.   |
| ---- | -------------------- | ------------------- | ------------ | ------ |
| 2014 | "Chandelier"         | Best Song           | Nominalizare | [ 23 ] |
| 2014 | Sia Furler           | Best Australian Act | Nominalizare | [ 23 ] |

### MTV Video Music Awards
| An   | Lucrare nominalizată | Premiu            | Rezultat     | Ref.   |
| ---- | -------------------- | ----------------- | ------------ | ------ |
| 2014 | "Chandelier"         | Video of the Year | Nominalizare | [ 23 ] |
| 2014 | "Chandelier"         | Best Choreography | Câștigat     | [ 23 ] |
| 2015 | "Elastic Heart"      | Best Female Video | În așteptare | [ 24 ] |

### NRJ Music Awards
| An   | Lucrare nominalizată | Premiu                                  | Rezultat | Ref. |
| ---- | -------------------- | --------------------------------------- | -------- | ---- |
| 2014 | Sia Furler           | International Female Artist of the Year | Câștigat |      |
| 2014 | "Chandelier"         | International Song of the Year          | Câștigat |      |

### Rolling Stone Australia Awards
| An   | Lucrare nominalizată | Premiu     | Rezultat | Ref.   |
| ---- | -------------------- | ---------- | -------- | ------ |
| 2015 | 1000 Forms of Fear   | Best Album | Câștigat | [ 25 ] |

### World Music Awards
| An   | Lucrare nominalizată                    | Premiu                     | Rezultat     | Ref.   |
| ---- | --------------------------------------- | -------------------------- | ------------ | ------ |
| 2014 | Sia Furler                              | World's Best Female Artist | Nominalizare | [ 26 ] |
| 2014 | Sia Furler                              | World's Best Live Act      | Nominalizare | [ 27 ] |
| 2014 | "Titanium" (David Guetta featuring Sia) | World's Best Song          | Nominalizare | [ 28 ] |
| 2014 | "Titanium" (David Guetta featuring Sia) | World's Best Video         | Nominalizare | [ 29 ] |

### YouTube Music Awards
| An   | Lucrare nominalizată | Premiu              | Rezultat | Ref.   |
| ---- | -------------------- | ------------------- | -------- | ------ |
| 2015 | Sia Furler           | 50 Artists to Watch | Câștigat | [ 30 ] |